# Mojslav (kníže)
Mojslav (latinsky Moyslan či Myslan) (9. století? – 9. století?) byl český kníže žijící v 9. století, účastník bitvy u Vltavy a pravděpodobně i otec svaté Dobroslavy.

## Život
Fuldské letopisy ho zmiňují k roku 872, kdy se odehrála bitva u Vltavy, v níž se české vojsko vedeno pěti knížaty včetně Mojslava utkalo s Franky. Čechové nakonec utrpěli porážku a ti, kteří mohli uniknout, se uchýlili do blízkých hradišť. Je možné, že byl kníže Mojslav v této potyčce zraněn či dokonce zabit. Další písemné prameny vztahující se k Mojslavovi nejsou známy.
Naskytly se i úvahy o jeho příbuzenském vztahu s prvním doloženým přemyslovským panovníkem Bořivojem I., avšak pro tuto teorii chybí historické zdroje. Podle ruského slovníku historických slovanských jmen byl Mojslav nikoliv Čech, ale kníže Bílých Chorvatů, kteří tehdy sídlili v severovýchodních Čechách a na severní Moravě.